# Marée noire de 2019 au Brésil

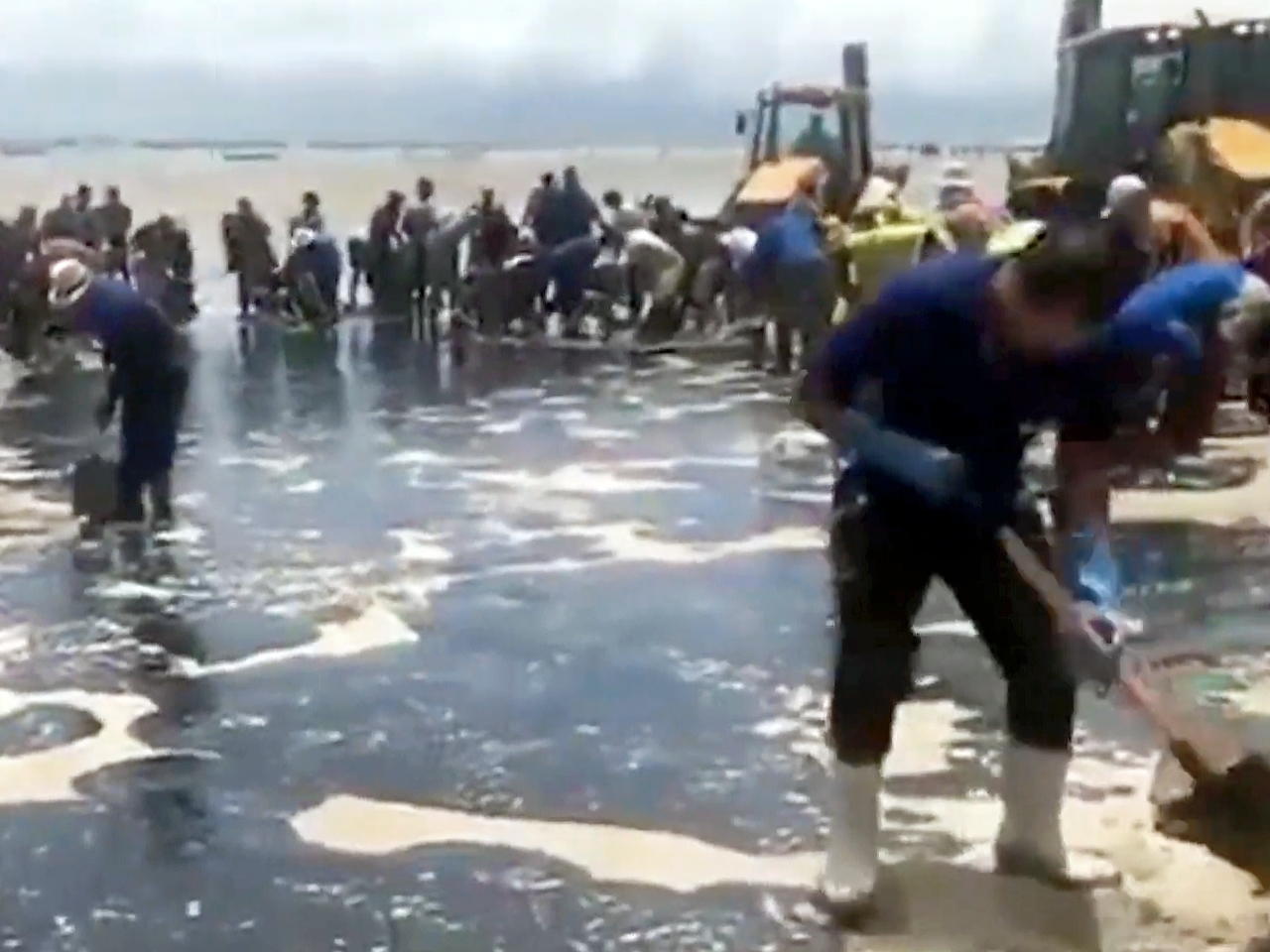
Un nettoyage au Nordeste le 22 octobre 2019

La Marée noire de 2019 au Brésil a affecté les côtes du Nord-Est du Brésil à partir d'août 2019, sans que l'origine ne soit déterminée plus de trois mois après.
À la fin octobre 2019, 2 000 km de côtes ont été affectées, et la réaction opérationnelle des autorités a eu lieu plus de 50 jours après les premières galettes sur les plages.

## Conséquences environnementales
Le parquet brésilien a admis des dégâts « incommensurables » sur les côtes du pays. Deux cent soixante-quatre localités de neuf États brésiliens ont été touchées. De nombreux animaux marins ont été touchés, en particulier des tortues de mer. La récupération des écosystèmes touchés devrait prendre entre 20 et 30 ans. Même si les galettes ne sont plus visibles sur les plages, elles se déposent sur le fond des mers et des mangroves, contaminant la faune et la flore. 
D'après WWF : « certaines zones de mangroves et de coraux risquent de ne plus jamais récupérer et de devenir des zones mortes. De plus, comme le pétrole est très toxique et cancérigène, il peut causer beaucoup de dommages à la santé de la population, ce qui peut prendre des années avant de se manifester. » 
À la fin novembre 2019, la marée noire a touché plus de 70 % des villes côtières du Nordeste, une région pauvre dont l’économie dépend beaucoup du tourisme.

## Responsabilités
Cette pollution a engendré des tensions diplomatiques entre le pays affecté et le Venezuela, car la compagnie pétrolière PDVSA a été accusé par le gouvernement brésilien, ce qui a été réfuté. Un pétrolier sous pavillon grec (le NM Bouboulina, appartenant a Delta Tankers Ltd) serait à l'origine du déversement de pétrole. L'accident s'est vraisemblablement produit au mois de juin.

## Réactions politiques
Après les feux de forêt de 2019 en Amazonie, le gouvernement Bolsonaro est à nouveau vivement critiqué pour sa gestion de crise environnementale. En 2013, le gouvernement de Dilma Rousseff avait créé un plan d’urgence national en cas de marée noire, mais le comité qui était censé mettre ce plan à exécution a été dissous par le gouvernement de Jair Bolsonaro.
Jorge Seif Júnior, secrétaire d’État à l’aquaculture et à la pêche, affirme au cours d'une déclaration à la télévision que la consommation de poisson sur la côte polluée ne présentait aucun risque pour la santé : « Le poisson est un animal intelligent. Lorsqu’il voit l’huile, il s’enfuit, il a peur. Donc, évidemment, vous pouvez consommer votre poisson sans aucun problème. Homard, crevettes, tout est en parfait état. »